# Засинай
Засинай — четвертий та останній сингл українського гурту Друга Ріка з шостого студійного альбому «Supernation», який вийшов 25 листопада 2015 року. На підтримку відео було знято відеокліп. Прем'єра відбулася спеціально для учасників офіційної спільноти «ДР» ВКонтакте. Якраз у цій соціальній мережі відео з'явилося у найпершу чергу, майже одночасно із телевізійною презентацією в рамках шоу «Сніданок з 1+1»  [Архівовано 29 березня 2017 у Wayback Machine.].

## Про сингл
Музику композиції під назвою «Засинай», за словами лідера гурту, було написано доволі давно  [Архівовано 29 березня 2017 у Wayback Machine.].
|                                 | Якщо бути точним, то це була гармонія, яку ми перекидували з однієї «демки» на іншу, аж допоки на одній з наших репетицій я не проспівав під неї фразу «Засинай». Із самого початку мені не дуже подобалася та гармонія, але приєднавши до неї згадане слово, я зрозумів, що це буде відмінна колискова, принаймні саме так вона тоді і зазвучала! |
| — Валерій Харчишин, лідер гурту | |

## Музичний кліп
Над музичним роликом працювала команда київських спеціалістів FreeFilm production, які раніше вже мали досвід співпраці із гуртом. Саме ця компанія подарувала шанувальникам колективу музичний фільм Supernation та попередні відеокліпи «Я чую» (2014) та «Париж» (2015). Режисером та оператором став Владислав Разіховський, а її продюсером виступила Ірина Новосаденко  [Архівовано 29 березня 2017 у Wayback Machine.].

## Список композицій
| #  | Назва     | Тривалість |
| -- | --------- | ---------- |
| 1. | «Засинай» | 3:33       |

## Музиканти
Друга Ріка
- Валерій Харчишин — вокал
- Олександр Барановський — гітара
- Сергій Біліченко — гітара
- Сергій Гера — клавішні
- Олексій Дорошенко — барабани

Додаткові музиканти
- Андрій Лавриненко — бас-гітара

## Чарти
| Чарт (2015-2016)                                                            | Позиція |
| --------------------------------------------------------------------------- | ------- |
| Ukraine Top 40 [Архівовано 20 січня 2018 у Wayback Machine.]                | 6       |
| European Official Top 100 [Архівовано 20 січня 2018 у Wayback Machine.]     | 77      |
| Top City & Country Radio Hits [Архівовано 30 січня 2018 у Wayback Machine.] | 99      |

| Річний чарт (2016)                                         | Позиція |
| ---------------------------------------------------------- | ------- |
| Ukraine Top 40 [Архівовано 14 листопада 2014 у Archive.is] | 40      |